# Торилон червонодзьобий
Торило́н червонодзьобий (Anairetes nigrocristatus) — вид горобцеподібних птахів родини тиранових (Tyrannidae). Мешкає в Еквадорі і Перу.

## Поширення і екологія
Червонодзьобі торилони мешкають в Андах на крайньому півдні Еквадору (південна Лоха) та в Перу (на південь до Паско). Вони живуть у вологих гірських тропічних лісах та високогірних чагарникових заростях. Зустрічаються на висоті від 2000 до 4200 м над рівнем моря.